# 阿尔莫拉迭尔镇
阿尔莫拉迭尔镇是西班牙卡斯蒂利亚-拉曼恰托莱多省的一个市镇。总面积106平方公里，总人口5526人（2001年），人口密度52人/平方公里。